# Patrick Bertron
Pour les articles homonymes, voir Bertron.
Patrick Bertron, né le 22 janvier 1962 à Rennes, est un chef cuisinier français. Grand Chef Relais & Châteaux, successeur jusqu'en 2023 du chef cuisinier Bernard Loiseau, au restaurant de La Côte d'Or, à Saulieu en Bourgogne, établissement possédant actuellement deux étoiles au guide Michelin.

## Biographie

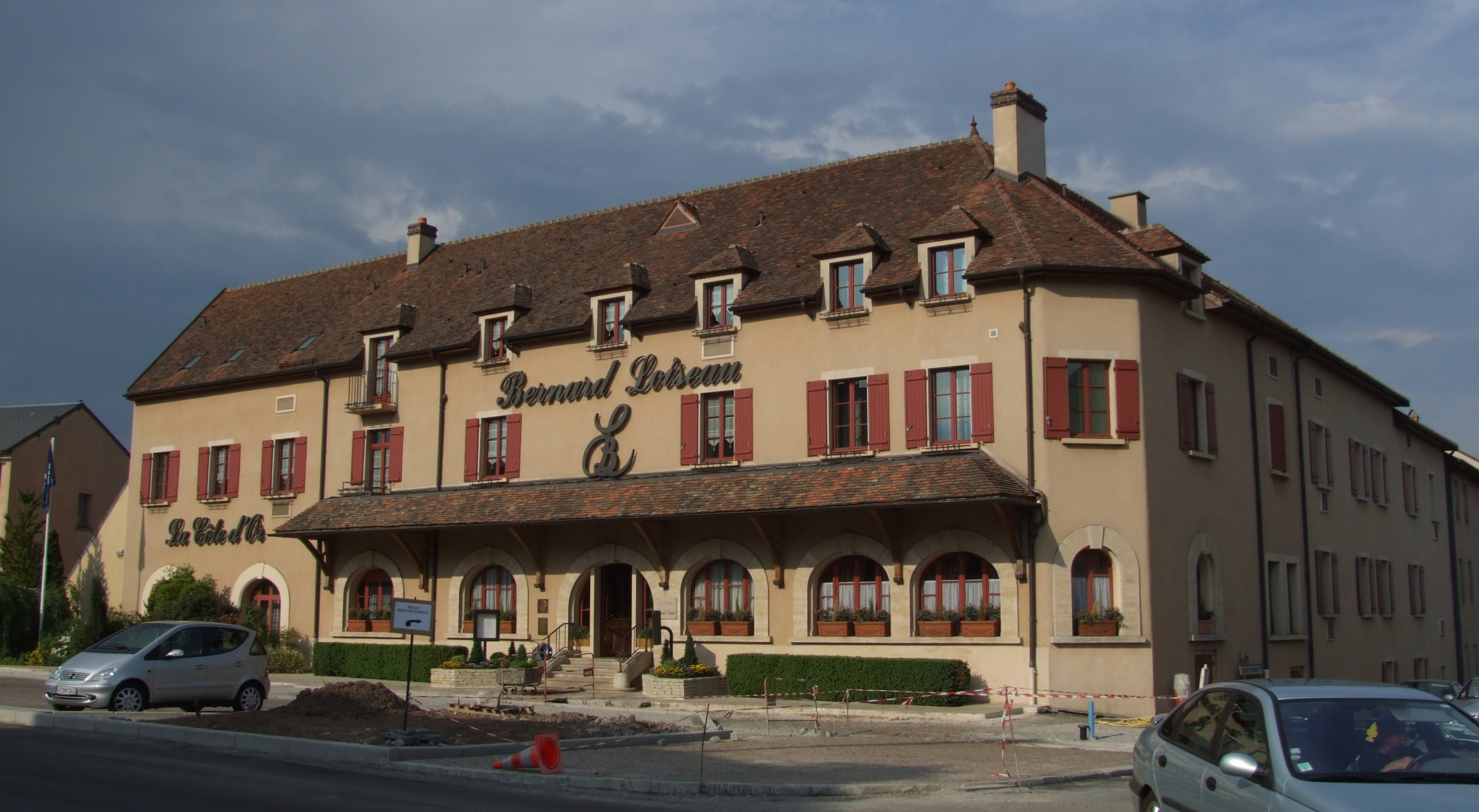
Restaurant deux étoiles La Côte d'Or, à Saulieu en Bourgogne, d'Alexandre Dumaine, puis de Bernard Loiseau et enfin de Patrick Bertron.

Né à Rennes en Bretagne, il suit une formation d'hôtellerie-restauration au lycée des métiers Sainte-Anne de Saint-Nazaire puis effectue son apprentissage au Restaurant du Palais, de Rennes[réf. souhaitée]. 
En 1982, il rejoint Bernard Loiseau, qui vient d'acheter le restaurant La Côte d'Or de Saulieu en Bourgogne. En 1991, l'établissement est couronné de trois étoiles au Guide Michelin,.
En 2003, après 21 ans à la direction des cuisines du restaurant de La Côte d'Or, il succède à son maître, tragiquement disparu au mois de février,. Patrick Bertron a su conserver les 3 étoiles du Guide Michelin de la maison jusqu'en 2016, date à laquelle le restaurant perd une étoile,,.
En 2023, il passe le flambeau après 41 ans dans la maison sédélocienne. C'est son adjoint, Louis-Philippe Vigilant (à ses côtés depuis 2022) qui reprend le restaurant doublement étoilé,.

## Décorations
- Officier de l'ordre du Mérite agricole (2011)[12]
  - Chevalier en 2005[13]